# 木澤鶴人
木澤 鶴人（きざわ つると、1872年2月6日 - 1920年1月9日）は、日本の教育者。学校法人松商学園の起源となる松本戊戌商業学校の創立者で、現在の松商学園高校の創立者として位置づけられている。

## 略歴
筑摩県筑摩郡松本（現・長野県松本市）に旧松本藩士・木澤政誾の長男として生まれる。明治28年（1895年）に東京物理学校を卒業し、慶應義塾に学ぶ。陸軍陸地測量部、東京大林区署に勤務後、明治31年（1898年）に帰郷。信濃商業銀行（1896年創業、1909年六十三銀行に統合）に入行し、翌年支配人代理となる。近代的商業人の育成を目指し、福沢諭吉の自主独立実学を建学の精神として私学・戊戌学会を設立した。明治33年（1900年）には文部省令実業学校規定により松本戊戌学校と改称し、明治35年（1902年）には文部省の許可を得て松本戊戌商業学校とした。当初は経営危機にあったが、明治44年（1911年）に今井五介の支援を受けて松本商業学校として再建させた。大正9年（1920年）に東京帝国大学医学部附属医院で死去。
　